# Уделла, Франко
Франко Уделла (итал. Franco Udella; род. 25 февраля 1947, Кальяри) — итальянский боксёр, представитель наилегчайших весовых категорий. Выступал за сборную Италии в конце 1960-х — начале 1970-х годов, серебряный призёр чемпионата Европы, победитель первенств национального значения, международных турниров и матчевых встреч, участник двух летних Олимпийских игр. В 1972—1979 годах боксировал на профессиональном уровне, владел титулом чемпиона мира WBC.

## Биография
Франко Уделла родился 25 февраля 1947 года в городе Кальяри, Сардиния.

### Любительская карьера
Впервые заявил о себе в боксе в сезоне 1968 года, когда вошёл в состав итальянской национальной сборной и благодаря череде удачных выступлений удостоился права защищать честь страны на летних Олимпийских играх в Мехико. Уже в первом поединке первой наилегчайшей весовой категории единогласным решением судей потерпел поражение от местного мексиканского боксёра Альберто Моралеса и сразу же выбыл из борьбы за медали.
В 1969 году выиграл серебряную медаль на чемпионате Европы в Бухаресте, уступив в финале венгру Дьёрдю Гедо. Принял участие в матчевой встрече со сборной США в Нью-Йорке, выиграв у американского боксёра Эдуардо Сантьяго.
В 1971 году на чемпионате Европы в Мадриде встретился с Гедо в полуфинале и вновь уступил ему. Стал чемпионом Италии в категории до 51 кг.
На Олимпийских играх 1972 года в Мюнхене выступал в наилегчайшем весе — в первом своём бою легко прошёл кенийца Феликса Майну, но во втором раздельным решением проиграл представителю СССР Борису Зориктуеву.

### Профессиональная карьера
Сразу по окончании мюнхенской Олимпиады Уделла покинул расположение итальянской сборной и в декабре 1972 года успешно дебютировал на профессиональном уровне.
Выиграв несколько поединков, в 1974 году удостоился права оспорить титул чемпиона мира в наилегчайшем весе по версии Всемирного боксёрского совета (WBC), который на тот момент принадлежал венесуэльцу Бетулио Гонсалесу (39-4-2). В итоге забрать титул ему не удалось, в десятом раунде Уделла потерпел поражение техническим нокаутом. При всём при том, позднее он сумел заполучить вакантный титул чемпиона Европейского боксёрского союза (EBU).
В апреле 1975 года завоевал введённый титул чемпиона WBC в первой наилегчайшей весовой категории, взяв верх над мексиканцем Валентином Мартинесом (22-4-2). Тем не менее, уже в том же году его лишили титула чемпиона мира за отказ от обязательной защиты — руководство WBC прочило ему в соперники парагвайца Рафаэля Ловеру, который, как оказалось позже, до этого не провёл ни одного профессионального поединка. Вместо этого Уделла отправился в Швейцарию, где защитил свой пояс EBU в поединке с местным швейцарским боксёром Фрицем Херветом (54-8-2).
В июле 1976 года Франко Уделла предпринял попытку вернуть себе титул чемпиона мира WBC в первом наилегчайшем весе, который к тому времени перешёл к венесуэльцу Луису Эстабе (32-7-2). Он приехал сразиться с ним в Каракас, но был нокаутирован уже в третьем рауде.
Впоследствии Уделла ещё несколько раз защитил свой титул чемпиона EBU. В рамках очередной защиты в мае 1979 года раздельным судейским решением уступил непобеждённому британцу Чарли Магри (11-0) и на этом завершил спортивную карьеру.
В общей сложности провёл среди профессионалов 43 боя, из них 37 выиграл (в том числе 18 досрочно), 5 проиграл, в то время как один из поединков был признан несостоявшимся.